# HD 116226
HD 116226，又名CD-47 8261，SAO 224096、HR 5039，是一颗恒星，视星等为6.38，位于銀經308.31，銀緯13.98，其B1900.0坐标为赤經13h 17m 3.9s，赤緯-48° 13.98′ 22″。